# Liste der slawischen Stämme
Die Liste der slawischen Stämme nennt Stämme, die bis ca. 1500 in schriftlichen Quellen genannt werden. Neuzeitliche Volksgruppen werden nicht berücksichtigt.

## Westslawen
mit ersten Erwähnungen
- Abodriten (789, Mecklenburg)[1]
- Besunzane (9. Jahrhundert, Böhmen)[2]
- Bethenzer (9. Jahrhundert, Mecklenburg)
- Böhmen (9. Jahrhundert)
- Brizanen (12. Jahrhundert, nördliches Brandenburg)
- Choden (14. Jahrhundert, Böhmen)
- Chorwaten (9. Jahrhundert Böhmen)[3]
- Daleminzier (9. Jahrhundert, Sachsen)
- Dedosizen (9. Jahrhundert, Niederschlesien)
- Dossanen (946, nördliches Brandenburg)[4]
- Dräwanen (11. Jahrhundert, Wendland, Niedersachsen)
- Heveller (9. Jahrhundert, Brandenburg)
- Golensizen (9. Jahrhundert, Oberschlesien)
- Goplanen (9. Jahrhundert, Großpolen?)
- Kaschuben (Pommerellen)
- Kessiner (Mecklenburg)
- Kujawen (Kujawien)
- Lendizen (9. Jahrhundert, östliches Polen)
- Linonen (9. Jahrhundert, nördliches Brandenburg)
- Liutizen (991, Vorpommern)[5]
- Lusitzi (9. Jahrhundert, Lausitz)
- Lutschanen (10. Jahrhundert, Böhmen)
- Mährer (9. Jahrhundert, Mähren)
- Masowier (12. Jahrhundert, Masowien)
- Milzener (9. Jahrhundert, Oberlausitz)
- Moraciani (9. Jahrhundert, Sachsen-Anhalt)
- Mürizer[6] (Mecklenburg)
- Opolanen (9. Jahrhundert, Oberschlesien)
- Polaben (Mecklenburg)
- Polanen (1000, Großpolen)[7]
- Pomoranen (1000, Hinterpommern, Pommerellen)
- Pschowanen (12. Jahrhundert, Böhmen)[8]
- Ranen, Ruganen (10. Jahrhundert, Rügen)
- Redarier (10. Jahrhundert, Mecklenburg)
- Retschanen (nördliches Brandenburg)
- Slensanen (9. Jahrhundert, Schlesien)
- Slowaken (Slowakei)
- Smeldinger (9. Jahrhundert, Mecklenburg)
- Sorben (zu 631, Sachsen)[9]
- Sprewanen (Brandenburg)
- Tollenser (Mecklenburg)
- Travnjane (14. Jahrhundert[10], Lübeck)
- Tschechen (Böhmen, Mähren)
- Ukranen (Uckermark)
- Wagrier (Ostholstein)
- Warnower (Mecklenburg)
- Wilzen (9. Jh., Vorpommern)
- Wislanen (9. Jahrhundert, Kleinpolen)
- Zamzizi (10. Jahrhundert, nördliches Brandenburg)
- Zirzipanen (11. Jahrhundert, Vorpommern)

## Ostslawen
- Buschanen
- Duleben
- Dregowitschen
- Drewljanen
- Kriwitschen
- Ilmenslawen
- Poljanen
- Radimitschen
- Sewerjanen
- Tiwerzen
- Ulitschen
- Wjatitschen
- Wolhynier

## Südslawen
- Abodriten (9. Jahrhundert, Dakien)
- Branitschewzen (9. Jahrhundert, Serbien)
- Carniolensis
- Citaks
- Drugubiten (7.–13. Jahrhundert, Makedonien)
- Ezeriten (10.–14. Jahrhundert, Peloponnes)
- Guduschanen (9. Jahrhundert, Westkroatien)
- Karantanen (6.–9. Jahrhundert, Kärnten, Steiermark, Slowenien)
- Kroaten (seit 9. Jahrhundert, Kroatien)
- Liutizen (Südmontenegro, Nordalbanien)
- Melinger (10.–14. Jahrhundert, Peloponnes)
- Narentaner (10. Jahrhundert, Paganien)
- Rhynchinen (7.–8. Jahrhundert, Makedonien)
- Sagudaten (Griechisch-Makedonien)
- Sawriner (Nordserbien, Südrumänien, Ostbulgarien, Westgriechenland)
- Serben (Westserbien, Nordmontenegro)
- Slowenen (Slowenien, Österreich)
- Smoljanen (Südbulgarien, Nordgriechenland)
- Strymoniten (7. Jahrhundert, Ostmakedonien, Westbulgarien)
- Timotschanen (9. Jahrhundert, Ostserbien, Westbulgarien)
- Wajuniten (Westgriechenland, Südalbanien)
- Welegesiten (Zentralgriechenland)
- Wersiten (Brsjaci – Südmakedonien)
- Wilzen (Nordkroatien, Nordserbien)
- Zagorceni (Westgriechenland)